# Pieter Klazes Pel

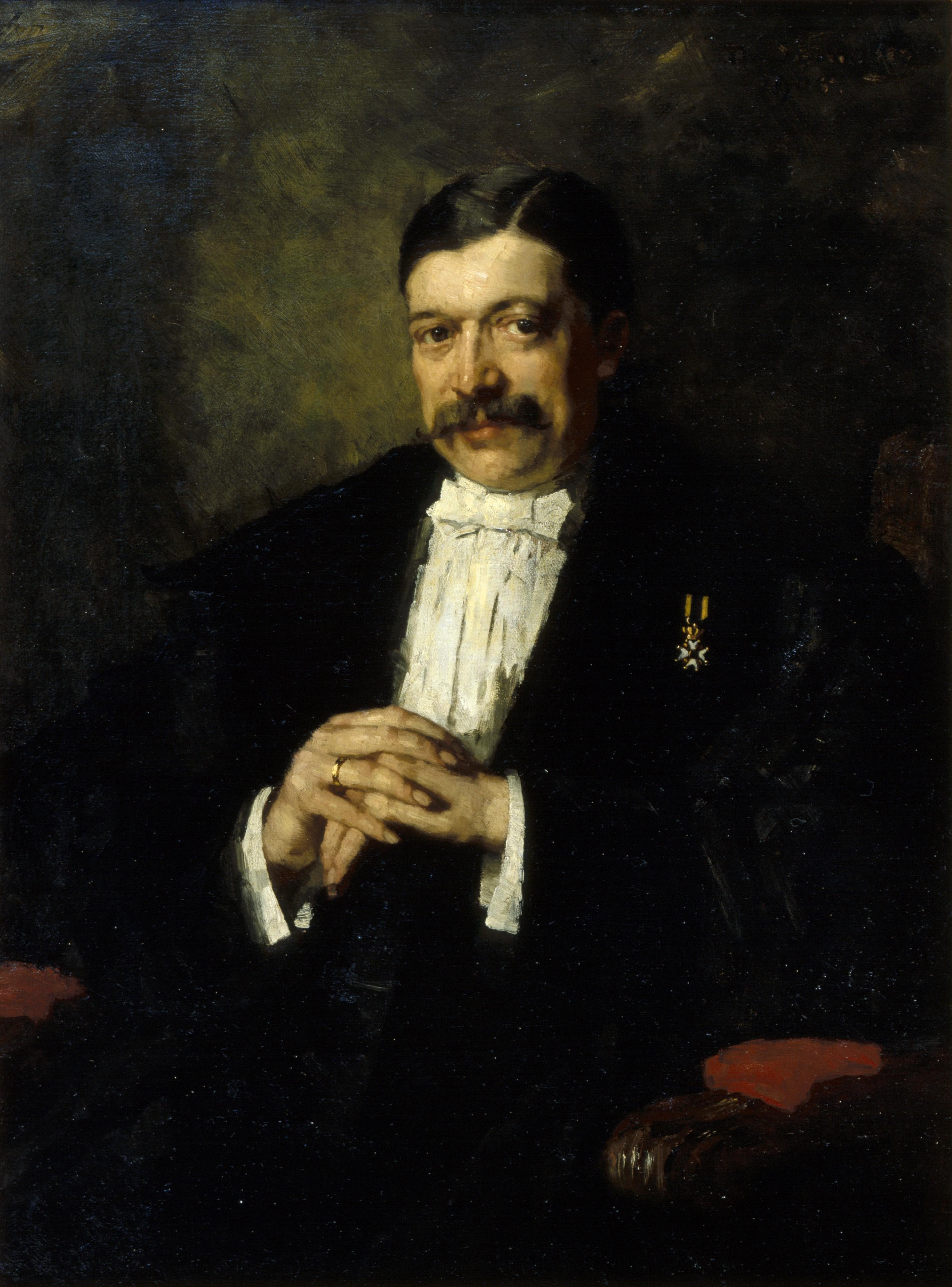
Pieter Pel (Isaac Israëls)

Pieter Klazes Pel (ur. 22 lutego 1852 w Smallingerlandzie, zm. 15 lutego 1919) – duński lekarz i profesor w dziedzinie chorób wewnętrznych.

## Życiorys
Pel ukończył gimnazjum w Sneek, po czym w latach 1869–73 studiował medycynę w Lejdzie. Został asystentem jednego ze swych nauczycieli – doktora Rosensteina, który wykładał internę na uczelni w Lejdzie. Napisał pracę doktorską na temat gorączki indukowanej digitoksyną pt. "The Fever Inducing Effect of Digitaline".
W 1878 Pel został szefem kliniki w szpitalu uniwersyteckim w Amsterdamie i poświęcił się internie zarówno jako lekarz, jak i naukowiec. W tamtych czasach interna zajmowała się wszystkimi aspektami medycyny poza chirurgią i ginekologią. W 1880 Pel został wykładowcą w dziedzinie chorób zakaźnych i diagnostyki. W 1883 uzyskał tytuł profesora w dziedzinie chorób wewnętrznych. W 1891 chciano ściągnąć go z powrotem do Lejdy, ale zdecydował się pozostać w Amsterdamie.

## Dorobek naukowy
Pel jest najlepiej znany z opisu gorączki Pela-Ebsteina – cyklicznych wzrostów temperatury ciała występujących bardzo rzadko w przebiegu chłoniaka Hodgkina. Opublikował on w Berliner Klinische Wochenschrift opis dwóch przypadków chorych na ziarnicę złośliwą, u których zaobserwowano 12-14–dniowe okresy gorączki przedzielone 10–dniowym okresem bezgorączkowym. W badaniu pośmiertnym stwierdzono u tych pacjentów splenomegalię oraz obrzęk węzłów chłonnych. W 1887 roku niemiecki lekarz Wilhelm Ebstein opisał podobny przypadek w swej publikacji. Polemika pomiędzy dwoma autorami polegała na tym, czy to zjawisko jest objawem tak zwanej wówczas "pseudo-leukemii" (Pel), czy też odrębną chorobą (Ebstein).
Pel podzielał stanowisko Sir Williama Oslera w sprawie sposobu nauczania i ćwiczenia nowych lekarzy. Opowiadali się oni za prowadzeniem zajęć przy łóżku pacjenta w większej mierze niż na sali wykładowej. Osler, który zabierał swoich studentów na oddziały, by mogli uczyć się przez nabieranie klinicznego doświadczenia, jest uważany za ojca dzisiejszego systemu kształcenia lekarzy.